# Wisłok
Wisłok je 205 kilometrů dlouhá řeka v jihovýchodním Polsku v Podkarpatském vojvodství, levý přítok Sanu v povodí Visly. Plocha jejího povodí je 3 540 čtverečních kilometrů.

## Průběh toku
Pramení v Nízkých Beskydech (Beskid Niski) v nadmořské výšce zhruba 770 metrů na polské straně polsko-slovenské hranice. Dále teče  severozápadně přes Krosno, během průtoku přes Czarnorzecko-Strzyżowski Park Krajobrazowy se stáčí k severovýchodu a následně za Řešovem k východu.Do Sanu se vlévá zleva severně od Převorsku.

## Dějiny
V 13. století byl Wisłok hraniční řekou Haličsko-volyňského knížectví.